# Marco Antonio Pellegrini
Marco Antonio Ferreira Pellegrini, (São Paulo, 27 de maio, de 1964) é um matemático, pós-graduado em tecnologia assistiva, professor, ativista pela causa da pessoa com deficiência e também pelas causas raciais.

BIOGRAFIA
Marco Antonio Pellegrini, paulistano é uma personalidade brasileira de grande relevância no contexto dos direitos humanos, mais especificamente, para as pessoas com deficiência.
Internacionalmente, representou o Brasil como delegado na ONU em sua sede em Nova Iorque desde a "1ª Conferência dos Estados Parte pela implementação da Convenção sobre os Direitos da Pessoa com Deficiência" em 2008 a 2016 e chefiou a delegação brasileira em 2018. Foi delegado também "Assembleia Geral da ONU" em outubro de 2013.
De 2008 a 2016, desempenhou funções na SEDPCD, inclusive como Secretário de Estado Adjunto dos Direitos da Pessoa com Deficiência de São Paulo.
Foi Secretário Nacional dos Direitos da Pessoa com Deficiência, entre 2017 e 2018. 
Atuou no Congresso Nacional na defesa da “Lei de Cotas para trabalhadores com deficiência”, derrubando o PLS112/2008 de autoria do Senador José Sarney. Ele provocou a realização da audiência pública e fez a defesa em parceria com o Conade, OAB e Corde. 
Elaborou em parceria com o MPSP e Defensoria, o Decreto Estadual da Acessibilidade em Concurso Público. (Decreto nº 59.591, de 14 de outubro de 2013). 
Marco Pellegrini foi Assessor de Recursos Humanos do Metrô SP e Diretor de Relações Institucionais da AME (Associação dos Metroviários Excepcionais). 
Sua família tem o histórico de luta contra o racismo e foi Sócia-Fundadora do Aristocrata Clube, clube cultural e recreativo da Comunidade negra de São Paulo.

REFERÊNCIAS
1. ↑  «Professore associato di Algebra. Dipartimento di Matematica e Fisica, Università Cattolica del Sacro Cuore». http://dmf.unicatt.it. Consultado em 7 de novembro de 2022
2. ↑  «NADA SOBRE NÓS, SEM NÓS: Da integração à inclusão» (PDF). sinprodf.org.br. Consultado em 7 de novembro de 2022
3. ↑  «A batalha da inclusão». portal.sescsp.org.br. 1 de maio de 2003. Consultado em 7 de novembro de 2022
4. ↑  «Brasil participa da Conferência da ONU sobre Direitos da Pessoa com Deficiência». gov.br. 12 de junho de 2018. Consultado em 7 de novembro de 2022
5. ↑  «Secretária dos Direitos da Pessoa com Deficiência se reúne com Núcleo do TJSP». Tribunal de Justiça de São Paulo. 6 de outubro de 2011. Consultado em 7 de novembro de 2022
6. ↑  «Seminário internacional Brasil-UE debate modelo de avaliação da deficiência». gov.br. 26 de outubro de 2018. Consultado em 7 de novembro de 2022
7. ↑  Souza Ventura, Luiz (6 de junho de 2016). «Marco Pellegrini vai comandar a secretaria nacional da pessoa com deficiência». https://brasil.estadao.com.br. Consultado em 7 de novembro de 2022
8. ↑  «Dia Nacional de Luta da Pessoa com Deficiência alerta para respeito a direitos dessa parcela da população». camara.leg.br. 21 de setembro de 2018. Consultado em 7 de novembro de 2022
9. ↑  «CÂMARA DOS DEPUTADOS - DETAQ». camara.leg.br. 21 de setembro de 2018. Consultado em 7 de novembro de 2022
10. ↑  «Entrevista com Marco Antonio Pellegrini no Jornal da AME». inclusive.org.br. 8 de julho de 2010. Consultado em 7 de novembro de 2022
11. ↑  «O ARISTOCRATA CLUBE: RESISTÊNCIA E MOVIMENTAÇÃO DA POPULAÇÃO NEGRA NA CIDADE DE SÃO PAULO (1960 - 1970)» (PDF). UNIVERSIDADE FEDERAL DE SÃO PAULO ESCOLA DE FILOSOFIA, LETRAS E CIÊNCIAS HUMANAS. Consultado em 7 de novembro de 2022